# Coester
A Coester é uma empresa que atua no ramo de atuadores elétricos e redutores, conectores para redes industriais e automação em mobilidade urbana (Aeromóvel).
Fundada em 1963, a companhia gaúcha é reconhecida pela dedicação à pesquisa e inovação tecnológica, sendo classificada como “Empresa de Base Tecnológica” pela Finep (Financiadora de Estudos e Projetos).

## História
Durante os anos 1950, a atração pela mecânica levou o jovem Oskar Coester a ingressar na Escola Técnica Federal de Pelotas. Formado aos 17 anos, em seguida estudou Mecânica e Eletrônica Aeronáutica na Escola da Varig, em Porto Alegre, tornando-se especialista nos processos de controle eletrônico de aeronaves. Na empresa gaúcha, foi funcionário destacado pelo então presidente da companhia, Ruben Berta.
Em 1963, funda a Coester, que inicia suas atividades com a fabricação de um equipamento para a comunicação interna de empresas, o intercomunicador – marca ICR, que era produzido em um pequeno galpão. Esse trabalho levou Oskar a frequentar as instalações do Estaleiro Só, então localizado na Zona Sul de Porto Alegre.
Em uma ocasião, aproximava-se o dia da prova de mar de um navio e o estaleiro não dispunha de uma pistola de sinalização (espécie de lanterna que é apontada para o alvo, emitindo sinais em Código Morse), essencial para a realização do teste. Oskar foi chamado para resolver o problema e, em dois dias, fabricou o equipamento com sucesso.
A partir do episódio do sinalizador, a empresa passou a desenvolver equipamentos para a construção naval, como os motores selsyn, componentes básicos na automação analógica, além de sistemas de navegação, giroscópios, radiogoniômetros e o controle do sistema hidráulico do leme das embarcações. Ainda na indústria naval, a empresa foi pioneira na aplicação da redundância, conceito trazido da aviação por Oskar.
Nesse período, a empresa é convidada a participar do II Plano Nacional de Construção Naval. Nesse período, a Coester equipou mais de 350 navios, entre embarcações de grande porte e da Marinha de Guerra, atuando também na Marinha Mercante e na Frota de Petroleiros.
Na década de 1970, a Coester diversifica suas atividades. Em 1975, inicia a produção de atuadores elétricos, resultado de sua relação com a Petrobras. Inicialmente, a empresa participou da formação de um consórcio para a fabricação de atuadores, em conjunto com a empresa gaúcha Micheletto. Em 1980, a Coester lança sua própria linha de produtos, que se manteve no mercado até os anos 1990, quando passou por processos de renovação.
Visando eficiência operacional e segurança ambiental, os atuadores eletromecânicos passaram a ser substituídos por equipamentos inteligentes. A Coester, então, começa a concentrar seus esforços em automação de válvulas. Em 1997, a empresa firma um termo de cooperação com a Petrobras para desenvolver uma nova linha de atuadores inteligentes. Cinco anos depois, é desenvolvida uma nova tecnologia para atuadores, com novos conceitos de rede e configuração eletrônica, sendo instalada na Refinaria de Duque de Caxias.
A partir de 2002, a Coester Automação é classificada como “Empresa de Base Tecnológica” pela FINEP - Financiadora de Estudos e Projetos – ligada ao Ministério de Ciência e Tecnologia. Em 2013, a empresa completa 50 anos de atuação.

## Aeromóvel
O desenvolvimento da tecnologia do Aeromóvel é de responsabilidade da Aeromóvel Brasil S.A., empresa integrante do Grupo Coester.
No começo da década de 1960, Oskar Coester era funcionário da Varig quando a companhia passou a oferecer voos de apenas uma hora e meia entre Porto Alegre e o Rio de Janeiro. Ele ficou espantado ao constatar que depois de chegar ao aeroporto fluminense é que se iniciava a viagem mais longa, até a cidade. A partir dali, começou a pesquisar um meio de transporte capaz de facilitar os deslocamentos urbanos.
Isto resultou na busca de uma nova concepção de transporte, cuja via de sustentação ignorasse o tráfego das ruas e fosse acessível a um custo reduzido. Assim, Oskar concebeu o Aeromóvel para funcionar vencendo os obstáculos naturais do cenário urbano, a partir de alguns princípios: vias elevadas, sistema roda-trilho, propulsão (baseada no barco à vela), e redução drástica do peso morto.
Logo Oskar projetou o primeiro veículo para testes de desempenho energético, realizados em 1977, até chegar a uma estrutura muito leve, inspirada nos aviões. Junto com a concessão das primeiras patentes (Inglaterra, Japão, Estados Unidos, França e Brasil), em 1979, as avaliações realizadas em parceria com a EBTU - Empresa Brasileira de Transportes Urbanos, indicavam a viabilidade técnica e econômica do Aeromóvel.
Em 1983, a cidade de Porto Alegre recebeu uma linha piloto do Aeromóvel, instalada ao longo da Avenida Loureiro da Silva, numa fase de testes encomendada pelo Ministério dos Transportes. Na capital gaúcha, no entanto, o veículo não foi utilizado além dos testes. Posteriormente, o Aeromóvel foi instalado em Taman Mini, na Indonésia, e vem transportando passageiros desde 1989.
Somente em 2013 o Aeromóvel se tornou realidade no Brasil. Uma linha de 1.010 metros em uma via elevada conecta o Terminal 1 do Aeroporto Internacional Salgado Filho à Estação Aeroporto do Trensurb, em Porto Alegre. O Aeromóvel faz parte do conjunto de obras de mobilidade urbana para a cidade na Copa do Mundo de 2014. Sua inauguração ocorreu em 10 de agosto de 2013, com a presença da presidente Dilma Rousseff.